# Ansa Ikonen
Ansa Ikonen (San Pietroburgo, 19 dicembre 1913 – Helsinki, 23 maggio 1989) è stata un'attrice e regista finlandese, che ha recitato a teatro e al cinema.

## Biografia
Nata nell'impero russo, si trasferisce con la famiglia in Finlandia a causa della rivoluzione russa. Tra le più famose attrici finlandesi – ha vinto un premio Jussi nel 1944 – ha lavorato anche in radio e in televisione. Sposata con Jalmari Rinne, che recitava spesso nel ruolo del padre dell'attrice a causa dell'elevata differenza anagrafica, ha avuto due figlie da lui: Katriina e Marjatta.

## Filmografia
- Minä ja ministeri, regia di Risto Orko (1934)
- Meidän poikamme ilmassa – me maassa, regia di Erkki Karu (1934)
- Syntipukki, regia di Erkki Karu (1935)
- Kaikki rakastavat, regia di Valentin Vaala (1935)
- Vaimoke, regia di Valentin Vaala (1936)
- Ja alla oli tulinen järvi, regia di Risto Orko (1937)
- Koskenlaskijan morsian, regia di Valentin Vaala (1937)
- Kuin uni ja varjo, regia di Yrjö Norta e Toivo Särkkä (1937)
- Kuriton sukupolvi, regia di Wilho Ilmari (1937)
- Rykmentin murheenkryyni, regia di Yrjö Norta e Toivo Särkkä (1938)
- Olenko minä tullut haaremiin, regia di Yrjö Norta e Toivo Särkkä (1938)
- Jumalan tuomio, regia di Yrjö Norta e Toivo Särkkä (1939)
- SF-paraati, regia di Yrjö Norta (1940)
- Serenaadi sotatorvella, regia di Toivo Särkkä (1940)
- Runon kuningas ja muuttolintu, regia di Yrjö Norta e Toivo Särkkä (1940)
- Oi, kallis Suomenmaa, regia di Wilho Ilmari (1940)
- Täysosuma, regia di Hannu Leminen (1941)
- Kulkurin valssi, regia di Toivo Särkkä (1941)
- Uuteen elämään, regia di Toivo Särkkä (1942)
- Rantasuon raatajat, regia di Orvo Saarikivi (1942)
- Tyttö astuu elämään, regia di Orvo Saarikivi(1943)
- Vaivaisukon morsian, regia di Toivo Särkkä (1944)
- Suomisen Olli rakastuu, regia di Orvo Saarikivi (1944)
- Nainen on valttia, regia di Ansa Ikonen (1944)
- Nokea ja kultaa, regia di Edvin Laine (1945)
- Pikku-Matti maailmalla, regia di Edvin Laine (1947)
- Pikajuna pohjoiseen, regia di Roland af Hällström (1947)
- Laitakaupungin laulu, regia di Edvin Laine (1948)
- Jossain on railo, regia di Valentin Vaala (1949)
- Professori Masa, regia di Matti Kassila (1950)
- Vihaan sinua – rakas, regia di Edvin Laine (1951)
- Gabriel, tule takaisin, regia di Valentin Vaala (1951)
- Kulkurin tyttö, regia di Valentin Vaala (1952)
- Tyttö kuunsillalta, regia di Matti Kassila (1953)
- Rakas lurjus, regia di Toivo Särkkä (1955)
- Isän vanha ja uusi, regia di Matti Kassila (1955)
- Ratkaisun päivät, regia di Hannu Leminen (1956)
- Äidittömät, regia di Jack Witikka (1958)
- Miljoonavaillinki, regia di Toivo Särkkä (1961)
- Telefon (Puhelin), regia di Don Siegel (1977)